# 玄陵
玄陵（Genlin），原名彭宏陵，出生中國上海，日本國籍，現名堀池宏（Horiike Hiroshi），筆名玄陵（Genlin）。企業家、慈善家、畫家、犬貓和平理想家，上海大学傑出校友、上海大學第一屆、第二屆名譽校董，世界愛犬聯盟創始人。

## 生平
祖籍中國貴州，出生於上海市，父親是彭心潮。畢業於上海大學國際商學院，曾在日本東京日商岩井株式會社工作。在香港設立宏馬國際（集團）有限公司及格力空調國際有限公司 。
致力於慈善及公益事業，捐建學校、圖書館、 體育館 ，設立多項獎學金等。他向世人承諾「個人財產的百分之九十捐贈公益慈善事業，百分之十用於家人」。1995年他以父親彭心潮的名字在貴州設立「彭心潮基金會」，捐建小學、中學和圖書館並設立「玄陵基金會」等公益慈善團體 。自2007年起，「玄陵基金會」在上海大學設立「上海大學玄陵體育精英獎勵基金」、「上海大學玄陵藝術精英獎勵基金」和「上海大學外國語學院玄陵教育基金」，捐贈玄陵室內網球館，出資修建歷史建築大樓等。
為上海大學名譽校董及傑出校友，並被上海大學美術學院聘為客座教授。
玄陵創作有多幅以狗為主題的油畫，曾在世界愛犬節活動時舉辦畫展。他表示自己的畫作並不出售和送人，而稍有欠缺的畫作亦會銷毀。

## 動保
2013年，玄陵回到他父親的出生地家鄉貴州，看到狗肉竟是吸引旅遊的招牌「名菜」，他萬分驚訝，萌生推動禁食狗肉運動的宏願。2014年12月12日，他創立了「世界愛犬聯盟」（World Dog Alliance），其目標是推動世界各國「明文立法，禁食狗肉」並倡導《禁食犬貓國際公約》。。
為了讓世界了解狗肉產業的殘酷現象，他帶領攝影團隊前往韓國、越南、泰國、中國進行實地拍攝，精心製作了反映各國狗肉產業鏈狀況的紀錄片《無聲的呼喚》（Eating Happiness）。這部紀錄片作為史實對世界各國立法禁食狗肉起到了重要的作用。
2019年4月11日，玄陵聯同中華民國立法委員王育敏、日本參議員大島九州男發起成立「亞洲動物友善聯盟」。
2020年1月15日，玄陵在日本創立「犬貓黨」。同年2月19日，在玄陵的推動之下，多名日本跨黨派議員組成動物福利議員聯盟，由尾辻秀久擔任會長。
在玄陵不懈努力的推動下，世界愛犬聯盟取得了巨大成就。
| 日期           | 內容 |
| -------------- | --- |
| 2017年4月11日  | 台灣立法禁食犬貓 台灣一直走在亞洲動保前沿，“動保入憲”已得到台灣立法委員的認可。 |
| 2018年12月12日 | 美國立法禁食犬貓 西方許多國家並未立法，因為他們認為狗是人類的靈魂伴侶，不可能被食用。但美國認為要徹底根除亞洲各國食用狗肉的陋習，就必須率先立法，為全世界作出榜樣。 |
| 2020年2月28日  | 玄陵致函中國政府最高領導人，呼籲「禁食野動，人民健康；禁食犬貓，國家文明」，信函得到中國政府的正面回應。 |
| 2020年3月31日  | 中國深圳、珠海立法禁食狗肉 深圳、珠海是中國最先進及最有影響力的城市，它對日後全中國的立法起到了楷模的作用。 |
| 2020年5月27日  | 中華人民共和國農業農村部公佈了《國家畜禽遺傳資源目錄》，把狗從《食用肉類名單》中剔除，將狗「特化」為伴侶動物。 |
| 2021年12月10日 | 越南會安市頒布地方立法禁食狗肉 會安市作為旅遊勝地享有盛名，狗肉餐廳大大影響城市聲譽，為此會安市禁食狗肉。 |
| 2023年3月21日  | 印尼首都雅加達立法禁食狗肉 印尼已有21個省市立法禁食狗肉，有望在2025年實行全國立法。 |
| 2024年1月9日   | 韓國立法禁食狗肉 韓國是具有食用狗肉傳統的國家，已形成了狗肉的產業鏈，被認為是食用狗肉的堡壘，韓國立法是人類歷史文明的里程碑。 |
| 2024年3月23日  | 美國通過《2024年度撥款法案》，法案中包括「世界愛犬聯盟」所倡導的《禁食犬貓國際公約》，它作為法律條文將得到美國政府的具體執行。 美國在2018年立法禁食狗肉後，玄陵認為：要推動全世界禁食狗肉最好的方法就是實行《禁食犬貓國際公約》。2019年5月彭宏陵和美國聯邦眾議員傑夫·鄧哈姆達成共識，共同推動國際公約，歷時5年終於成功，開啟了以美國為主導，世界各國相呼應的國際潮流 。 |

## 相關事件
2007年玄陵在美國洛杉磯郡馬里布購置一棟豪宅，後來卻發現實際面積比賣方經紀所承諾的要少三分之一，於是在2010年向賣方經紀和房地產公司Coldwell Banker提告。

## 獲獎
- 2018年1月，獲上海大學頒予傑出校友榮譽。
- 2019年10月，獲義大利的「國會動物權利組織」頒予「國際愛犬獎」（由義大利眾議院議員蜜雪拉·維多莉亞·布蘭比拉（英语：Michela Vittoria Brambilla）頒獎）[33]。
- 2024年9月，獲大韓民國國會頒予獎狀以表揚玄陵對推動韓國立法禁食狗肉的貢獻 (由大韓民國國會議員韓貞愛、李憲昇和朴洪根共同頒獎）。

## 外部連結
- 世界愛犬聯盟官網
- 玄陵在互联网电影资料库（IMDb）上的資料（英文）